# Pisodonophis semicinctus
Il Pisodonophis semicinctus, noto in italiano come miro leopardo, è un pesce osseo marino della famiglia Ophichthidae.

## Distribuzione e habitat
Vive nell'Oceano Atlantico orientale lungo la fascia tropicale e subtropicale africana e penetra nel  mar Mediterraneo occidentale dove è raro.  Nelle acque italiane è riportata solo una cattura nelle acque toscane del mar Tirreno settentrionale ed una nel Canale di Sicilia. 
Vive nel piano infralitorale tra 10 e 30 metri di profondità, su fondali sabbiosi.

## Descrizione
Come tutti gli anguilliformi ha corpo serpentiforme ed è privo delle pinne ventrali. L'aspetto generale ricorda quello degli altri Ophichthidae come il miro o il pesce serpente ma ha corpo più alto. La pinna caudale è assente e la punta della coda è nuda ed irrigidita. I denti sono arrotondati e non appuntiti. 
La livrea è molto caratteristica e consente una facile identificazione della specie, grigio giallastro con 15-18 chiazze circolari nere sul dorso, molto definite. La testa è coperta di punti scuri più piccoli.
Misura fino ad 80 cm.

## Biologia
Poco nota.